# Marutea Nord
Marutea Nord è un atollo appartenente all'arcipelago delle Isole Tuamotu nella Polinesia francese.
Si trova 24 km a sud-est dell'atollo di Makemo e 30 km a sud-ovest dell'atollo di Nihiru.